# 성적 자본
성적 자본, 성자본, 섹슈얼 캐피털(sexual capital) 또는 에로틱 자본(erotic capital)은 개인이나 집단이 성적 매력과 사회적 매력의 결과로 얻는 사회적 권력이다. 성적 자본은 전환 가능하고 사회적 자본과 경제적 자본을 포함한 다른 형태의 자본을 획득하는 데 유용할 수 있기 때문에 계급 출신과 무관한 사회적 이동성을 가능하게 한다.

## 기원
에로틱 자본('erotic capital')이라는 용어는 2000년대 초 영국의 사회학자 캐서린 하킴(Catherine Hakim)이 처음 사용했다. 하킴은 이를 프랑스 사회학자 피에르 부르디외의 경제적, 문화적, 사회적 자본 개념과 분리되어 이를 기반으로 하는 것으로 정의했다. 그녀는 에로틱 자본이 계급 출신과 무관하며 사회 이동을 가능하게 하며, 이것이 에로틱 자본을 사회적으로 전복적으로 만들고, 그 결과 지배적인 권력 구조가 이를 평가절하하고 억압하려고 한다고 주장한다. 남성계에서는 성적 시장 가치 또는 약어 SMV라는 병행 용어가 자주 사용된다.

## 같이 보기
- 캐스팅 카우치
- 카리스마적 권위
- 후광 효과
- 루키즘
- 인셀
- 소프트 파워